# SORBS
SORBS (Spam and Open Relay Blocking System) war ein DNSBL-System, Abkürzung für englisch DNS-based Blackhole List, zur Auflistung offener Proxys/Relais und spamversendender Server.
Das Projekt wurde von der Britin Michelle Sullivan gegründet und gehört seit 2011 der Firma Proofpoint, Inc. 
Es bestand aus mehreren unabhängigen Listen, die verschieden klassifizierte Hosts enthielten (z. B. Hosts von Spammern, offene Relays, gecrackte Server …). Dies erlaubte eine genauere Konfiguration der Mailserver.
Das SORBS-DNSBL-Projekt wurde im November 2002 ins Leben gerufen. Es wurde zunächst als private Liste unterhalten, bis es am 6. Januar 2003 offiziell an die Öffentlichkeit ging. Die Liste bestand zu jenem Zeitpunkt aus 78.000 Proxy-Relais, umfasste im Februar 2006 bereits ca. 3.000.000 Einträge und seit 2012 mehr als 12 Millionen.
SORBS stand gelegentlich in der Kritik, da immer wieder bekannte E-Mail-Provider gelistet wurden. Hierzu gehörten in der Vergangenheit mehr oder weniger regelmäßig Gmail, Hotmail, web.de, freenet.de, GMX, Strato und T-Online. Diese Praxis führte dazu, dass bei zu unkritischer Verwendung der SORBS-DNSBL legitime E-Mails zahlreicher Nutzer blockiert wurden. Durch Whitelisting größerer Provider kann diese Beeinträchtigung vermieden werden; eine brauchbare Whitelist ist beispielsweise die DNSWL.  Der durch den hohen Anteil gefälschter Absender-Adressen wieder erhöhte Spam-Anteil kann durch Verwendung von SPF negiert werden.
Am 5. Juni 2024 wurde der Service abgeschaltet und steht seitdem nicht mehr zur Verfügung.